# Которашти (Алба)
Которашти (рум. Cotorăști) насеље је у Румунији у округу Алба у општини Рамец. Општина се налази на надморској висини од 879 m.

## Становништво
Према подацима из 2002. године у насељу је живело 107 становника, од којих су сви румунске националности.